# Věta o dimenzích součtu a průniku podprostorů
Věta o dimezích součtu a průniku podprostorů, též zvané věta o dimenzích spojení a průniku  apod. je tvrzení z lineární algebry jež uvádí souvislost dimenzí dvou podprostorů téhož vektorového prostoru.
Jde o analogii principu inkluze a exkluze pro dva vektorové prostory.

## Znění
Nechť {\displaystyle U} a {\displaystyle V} jsou dva podprostory téhož prostoru {\displaystyle W} a oba mají konečnou dimenzi. Pak platí:
{\displaystyle \dim U+\dim V=\dim(U\cap V)+\dim(U+V)},
přičemž součet {\displaystyle U+V} značí podprostor {\displaystyle W} určený množinou {\displaystyle \{{\boldsymbol {u}}+{\boldsymbol {v}}:{\boldsymbol {u}}\in U,{\boldsymbol {v}}\in V\}}.

## Ukázky
Jsou-li {\displaystyle U} a {\displaystyle V} dvě roviny procházející počátkem v třírozměrném euklidovském prostoru {\displaystyle W=\mathbb {R} ^{3}}, potom oba mají dimenzi 2, jejich průnikem je přímka, což je jednodimenzionální prostor a součtem {\displaystyle U+V} je celý prostor {\displaystyle W=\mathbb {R} ^{3}}.
Vztah uvedený ve větě odpovídá rovnosti: 
{\displaystyle \dim U+\dim V=2+2=1+3=\dim(U\cap V)+\dim(U+V)}
Pro další ukázku nechť {\displaystyle U} a {\displaystyle V} jsou dva třídimezionální podprostory prostoru {\displaystyle W} dimenze 5. Součet {\displaystyle U+V} je též podprostorem {\displaystyle W}, a tak jeho dimenze nemůže přesáhnout hodnotu 5.
Rovnost uvedená ve větě vede na odhad: 
{\displaystyle \dim(U\cap V)=\dim U+\dim V-\dim(U+V)\geq 3+3-5=1},
z něhož vyplývá, že lze nalézt alespoň jeden nenulový vektor ležící v {\displaystyle U} a současně ve {\displaystyle V}. Tato skutečnost vyplývá čistě ze znalostí dimenzí podprostorů {\displaystyle U} a {\displaystyle V}, aniž by bylo třeba zkoumat jejich další vlastnosti.

## Důkaz
Protože {\displaystyle U\cap V} je podprostorem prostoru {\displaystyle W}, má nějakou bázi {\displaystyle \{{\boldsymbol {u}}_{1},\ldots ,{\boldsymbol {u}}_{k}\}}, kde {\displaystyle k=\dim(U\cap V)}.
Pomocí Steinitzovy věty o výměně lze rozšířit množinu vektorů {\displaystyle \{{\boldsymbol {u}}_{1},\ldots ,{\boldsymbol {u}}_{k}\}} o  celkem {\displaystyle l} lineárně nezávislých vektorů {\displaystyle {\boldsymbol {u}}_{k+1},\ldots ,{\boldsymbol {u}}_{k+l}} na bázi podprostoru {\displaystyle U}. Podobně lze tutéž množinu {\displaystyle \{{\boldsymbol {u}}_{1},\ldots ,{\boldsymbol {u}}_{k}\}} rozšířit o vektory {\displaystyle {\boldsymbol {v}}_{1},\ldots ,{\boldsymbol {v}}_{m}} na bázi prostoru {\displaystyle V}. Z konstrukce vyplývá, že {\displaystyle \dim U=k+l} a {\displaystyle \dim V=k+m}.
Zbývá ověřit, že množina {\displaystyle B=\{{\boldsymbol {u}}_{1},\ldots ,{\boldsymbol {u}}_{k+l},{\boldsymbol {v}}_{1},\ldots ,{\boldsymbol {v}}_{m}\}} je jednou z možných bází podprostoru {\displaystyle U+V}.
Libovolné vektory {\displaystyle {\boldsymbol {u}}\in U} a {\displaystyle {\boldsymbol {v}}\in V} jsou lineárními kombinacemi vektorů z {\displaystyle B}, a proto tato množina generuje podprostor {\displaystyle U+V}.
V hypotetické situaci, kdyby množina {\displaystyle B} netvořila bázi a byla tudíž lineárně závislá, bylo by možné najít koeficienty {\displaystyle a_{1},\dots ,a_{k+l},b_{1},\dots ,b_{m}} netriviální lineární kombinace takové, že: 
{\displaystyle \sum _{i=1}^{k+l}a_{i}{\boldsymbol {u}}_{i}+\sum _{i=1}^{m}b_{i}{\boldsymbol {v}}_{i}={\boldsymbol {0}}}
Potom by vektor {\displaystyle {\boldsymbol {w}}}, daný výrazem {\displaystyle {\boldsymbol {w}}=\sum _{i=1}^{k+l}a_{i}{\boldsymbol {u}}_{i}}, splňoval i {\displaystyle {\boldsymbol {w}}=\sum _{i=1}^{m}b_{i}{\boldsymbol {v}}_{i}}. Protože by v alespoň jedné z těchto rovností byl na pravé straně nenulový koeficient u alespoň jednoho z členů, a vektory v obou kombinacích jsou lineárně nezávislé, byl by vektor {\displaystyle {\boldsymbol {w}}} nenulový. V důsledku by obě lineární kombinace byly netriviální.
Ovšem z první z kombinací vyplývá {\displaystyle {\boldsymbol {w}}\in U}, z druhé {\displaystyle {\boldsymbol {w}}\in V}, v důsledku {\displaystyle {\boldsymbol {w}}\in U\cap V}, a tak jediné nenulové koeficienty mohou být z množiny {\displaystyle a_{1},\dots ,a_{k}}. V důsledku by druhá lineární kombinace byla triviální, čili {\displaystyle {\boldsymbol {w}}=\sum _{i=1}^{m}b_{i}{\boldsymbol {v}}_{i}=\sum _{i=1}^{m}0{\boldsymbol {v}}_{i}={\boldsymbol {0}}}, což není možné.
Proto zkoumaný předpoklad, že by množina {\displaystyle B} byla lineárně závislá, je sporný. Množina {\displaystyle B} je ve skutečnosti lineárně nezávislá a tvoří bázi prostoru {\displaystyle U+V}.
Platnost věty již pak přímo vyplývá z rovnosti:
{\displaystyle \dim U+\dim V=(k+l)+(k+m)=k+(k+l+m)=\dim(U\cap V)+\dim(U+V)}
Dlužno podotknout, že v uvedené konstrukci mohou být jeden i více parametrů {\displaystyle k,l,m} nulových, což pak odpovídá situaci, kdy prostory {\displaystyle U} a {\displaystyle V} jsou až na počátek disjuktní, nebo jsou v inkluzi, či se shodují.